# Pianfei
Pianfei (piemontesisch Pianfèj) ist eine Gemeinde in der italienischen Provinz Cuneo (CN), Region Piemont.

## Lage und Einwohner
Pianfei liegt 15 km östlich von der Provinzhauptstadt Cuneo entfernt. Das Gemeindegebiet umfasst eine Fläche von 15 km² und hat 2094 Einwohner (Stand 31. Dezember 2023) Zur Geminde zählen auch die Dörfer und Weiler Ambrosi, Bassa, Blangetti, Gariè, Mussi, Prato Salice, Ressia, Revelli und Viglioni.
Die Nachbargemeinden sind Chiusa di Pesio, Margarita, Mondovì, Roccaforte Mondovì und Villanova Mondovì.

## Geschichte
Der Ortsname erscheint in der Urkunde von 1200 mit „Planum Faitum“. Nach Ansicht einiger Gelehrter muss der Ursprung im lateinischen FAGETUM gesehen werden, das von FAGUS plus dem Suffix -ETUM stammt. Es gibt nur wenige historische Informationen über das Dorf vor dem Jahr 1000. Es ist bekannt, dass es wie andere Gemeinden der Provinz den Durchzug sarazenischer Truppen erlebte. Er gehörte dem Bredulo-Komitee an und unterstand wiederum der zivilen und religiösen Autorität des Bischofs von Asti. Es gehörte der Herrschaft Morozzo, einer mächtigen einheimischen Familie, wurde jedoch mit der Gründung der Stadtverwaltung von Mondovì zu Beginn des 12. Jahrhunderts Teil des Bezirks Mondovì und teilte lange Zeit dessen Geschichte.
1698 wurde die Gemeinde gegründet und anschließend belehnten die Savoyer es an Giuseppe Maria Solaro, Graf von Margarita, und dann an den monregalesischen Staatsmann Carlo Francesco Ferrero, Marquis von Ormea, auch wenn es seit seiner Gründung als Gemeinde noch ein eigenes Verwaltungsleben führte.
Aus historisch-künstlerischer Sicht ist die Pfarrkirche San Giovanni Battista, die im 17. Jahrhundert erweitert, jedoch mehrfach umgestaltet wurde und die Bruderschaftskirche San Michele Arcangelo, erbaut Mitte des 17. Jahrhunderts sehenswert. Auch die Pfarrkirche San Giuseppe und San Bernolfo in Blangetti sind von historischer Bedeutung.

## Persönlichkeit
- Giuseppe Sacheri (1863 – 1950), italienischer Maler, in Pianfei gestorben